# 以色列企業股份
以色列企業股份有限公司，簡稱以色列企業股份（英語：Israel Corporation，TASE: ILCO），在1968年，由以色列政府創立，之後多數股權轉賣給Idan Ofer家族，但以色列政府對該公司事務仍有很大的投票權。總部位於以色列特拉維夫。
主要經營石油化工、能源、船務、運輸，以及電子行業。其中主要銷售給海外買家。旗下以色列煉油股份有限公司、以色列化工股份有限公司等。

## 連結
- israelcorp.com（页面存档备份，存于）